# L'As
L'As est un hebdomadaire français de bande dessinée pour la jeunesse publié d'avril 1937 à juin 1940 par la Société parisienne d'édition (SPE). Successeur direct du Petit Illustré, il offre une synthèse réussie entre les illustrés français traditionnels et la nouvelle vague de périodiques pour la jeunesse publiant majoritairement des séries américaines, malgré son arrivée tardive sur le marché des droits des bandes traduites. Titre principal de la SPE dans cette période, il absorbe progressivement plusieurs titres de la maison avant de lui-même disparaître dans la tourmente de juin 1940.

## Historique

### Le successeur duPetit Illustré
Publié sans interruption depuis 1904 Le Petit Illustré est encore au début des années 1930 le fleuron de la maison Offenstadt. Cependant, au milieu des années 1930, l'apparition de journaux publiant majoritairement des contenus américains à la suite du succès du Journal de Mickey (1934) concurrence dangereusement Le Petit Illustré. Pour faire face à Jumbo et Hurrah (1935) ou encore Robinson, Aventures et L'Aventureux (1936) la SPE décide de lancer un nouveau titre, Junior, et de moderniser Le Petit Illustré.
Le premier numéro de la nouvelle formule paraît le 19 avril 1936, après 1644 de l'ancienne : format doublé (27x39), mise en page plus aérée, nouvelle numérotation et Félix le Chat d'Otto Messmeren première page. Ces changements ne masquent pas l'absence de renouvellement profond du périodique : les « valeurs » de la maison sont pour la plupart reconduites. Ainsi Gaston Callaud propose Bibi Fricotin contre Dédé Tapdur, Thomen L'As des Boys Scouts et José Moselli La Cité du pôle, roman illustré par Maurice Toussaint. Comme les ventes ne s'améliorent pas, l'éditeur décide de mettre fin au Petit Illustré et de lancer L'As.
Pour reprendre les mots de Pierre Vankeer, « cette transformation (…) fait penser à ces changements de ministère où l'on prend les mêmes et l'on recommence » : les histoires de Callaud et Thomen sont poursuivies, ainsi que le roman de Moselli, l'histoire complète de couverture est confiée à des auteurs du cru (Jean Trubert, Maurice Cuvillier, Callaud, Mat, Aristide Perré ou A. G. Badert), les nouvelles histoires sont majoritairement française (cherchant parfois à imiter les séries américaines, comme L'Étrange Fred Fiddle de J. Roberts et Duteurtre) sauf une, mais de taille : L'Enfance et l'adolescence de Tarzan, par Hal Foster.
À partir du quinzième numéro, les Tarzan publiés sont ceux de Rex Maxon, de moins bonne qualité. Cette baisse est compensée par l'arrivée au no 17 du 25 juillet 1937 de Spooky et Rigobert, bande dessinée d'humour absurde de Bill Holman reconnue pour ses nombreuses qualités et distribuée par le Chicago Tribune.  Ce faible nombre de productions américaines s'explique par l'arrivée trop tardive de la SPE sur ce marché : Opera Mundi avait déjà distribué à ses concurrents les meilleures bandes du King Features Syndicate.

### Opulence
Le 14 novembre 1937, L'As passe à seize pages, dont six en couleurs en intégrant les séries publiées par Boum ! et Hardi !, deux illustrés lancés sans succès en juin par la SPE à la suite de Cri-Cri et L'Intrépide, eux aussi concurrencés par les journaux de l'Âge d'or. À quelques séries françaises (Zoé Plouf de Trubert, Charlot de Thomen, et des romans illustrés) s'ajoutent une nouvelle série américaine : Nestor Tourniquet (Moon Mullins) de Frank Willard, autre série du Chicago Tribune. Parmi les séries marquantes de la période se détachent Urnaghur, série fantastique « tout à fait extraordinaire » malgré son « grapĥisme fort imparfait » aux auteurs inconnus, La Famille Alacoque de Badert et Jean Lion, le Spahi de René Giffey. Mais la rédaction passe parfois des pages de mauvaise qualité, comme L'Évadé n°7481, bande mal connue d'origine italienne. Au numéro 55, les quatre pages intérieures sont utilisées pour publier un roman, et peuvent être repliées pour former un supplément littéraire de huit pages, ce qui permet à L'As de vanter « 20 pages » en couverture.
Entre le no 82 et le no 83 de nombreuses séries sont transférées vers L'Épatant, autre périodique jeunesse de la SPE. L'éditeur désirait par ce biais pousser les jeunes lecteurs à acheter les deux périodiques, sans prendre en compte les incohérences que cela pouvait entraîner pour ceux qui se contentait d'acheter les recueils. Urnaghur et La Famille Alacoque disparaissent tandis qu'arrivent de nombreuses séries : La Vie de Mermoz par Robert Rigot, L'Ennemi du monde, histoire de science-fiction de Luc Bornaert, une reprise du roman illustré par Giffey Le Bison Noir du Far-West et des bandes italiennes. Avec l'arrivée au no 93 de Terry et les Pirates de Milton Caniff, L'As s'affirme comme un journal de bande dessinée de qualité, publiant quelques-uns des meilleurs auteurs français et sélectionnant avec soin ses bandes américaines, et, hormis le cahier intérieur, n'offre que de la bande dessinée là où nombre de ses concurrents s'encombrent de rédactionnels pesants. Au no 116, L'Ennemi du monde et Tarzan sont remplacés par la série de science-fiction américaine Buck Rogers, due à Dick Calkins et John Dille, elle aussi de grande qualité, et abandonnée par L'Aventureux.

### Derniers mois
En août 1939, L'Épatant cesse de paraître. L’As accueille alors Les Pieds Nickelés de Badert et Les Cinq Sous de Lavarède de Pellos, adaptation d'un film lui-même adapté d'un roman de Paul d'Ivoi, ainsi que deux westerns, l'un réaliste (Broncho Bill d'Harry O'Neill), l'autre humoristique (Loco Luke de Jack A. Warren). Les séries se succèdent, les bandes dessinées sont globalement de qualité : L'As a « acquis une certaine maturité », a « atteint un équilibre bien organisé ».
La déclaration de guerre met cependant fin à cette situation. Durant la « drôle de guerre », les illustrés français de plus de huit pages doivent se restreindre. Dès novembre, L'As repasse à huit pages, et les séries américaines disparaissent les unes après les autres, bien que les séries françaises publiées gardent un « niveau honnête ». Le 9 juin 1940 le 167eet dernier numéro est diffusé dans les kiosques de France.
Héritier d'une longue tradition de bande dessinée française, L’As portait le poids de ce passé, tout en arrivant trop tard sur le marché des bandes dessinées américaines pour pouvoir diffuser celles qui plaisaient le plus aux jeunes lecteurs d'alors. Il a cependant réussi à rester en vente jusqu'à la défaite de l'armée française, là où presque tous les autres périodiques de la SPE fors Junior avaient coulé. Comme l'a résumé Pierre Vankleer : « Trop vieux à sa naissance, de par la lourde tradition dont il héritait ; (…) trop « dernier-né » pour trouver facilement des bandes dessinées à la mode, (…) tiraillé entre des contradictions historiques, la vie de cet illustré fut un long martyre mais aussi un bel exemple de courage dans l'adversité. »

## Séries publiées
| Titre                                    | Auteurs                                                         | Origine    | Type | Durée de publication |
| ---------------------------------------- | --------------------------------------------------------------- | ---------- | ---- | -------------------- |
| Jacques et Jean                          | Paul Roseland (texte) et Rolno (illustration)                   | France     | RI   | 1-20                 |
| Les Robinsons de la banquise             | José Moselli (texte) et Maurice Toussaint (illustration)        | France     | TSI  | 1-26                 |
| Bibi Fricotin grande vedette             | Gaston Callaud                                                  | France     | BDT  | 1-136                |
| L'Étrange mort de M. Fred Fiddle         | J. Roberts (scénario) et Pierre Duteurtre (dessin)              | France     | BD   | 1-16                 |
| L'Enfance et l'adolescence de Tarzan     | Hal Foster                                                      | États-Unis | TSI  | 1-14                 |
| L'As des Boy-Scouts                      | Raoul Thomen                                                    | France     | BDT  | 1-19                 |
| Tarzan et les dieux du feu               | Rex Maxon                                                       | États-Unis | TSI  | 15-54                |
| Spooky et Rigobert                       | Bill Holman                                                     | États-Unis | BD   | 17-145               |
| Le Secret de la maison jaune             | Paul d'Espagnat                                                 | France     | BD   | 17-32                |
| Sans mère                                | Inconnu                                                         | France     | RI   | 20-39                |
| Le Collier fatal                         | Jack Mahan et E. Dot                                            | France     | BD   | 27-74                |
| Les Mésaventures de Laurel et Hardy      | Mat                                                             | France     | BDT  | 33-42                |
| Zoé Plouf, femme à poigne                | Jean-Trubert                                                    | France     | BD   | 33-53                |
| Lonely Reef                              | José Moselli (texte) et A. de Amicis (illustration)             | France     | RI   | 33-54                |
| Le Secret de Daisy Spring                | Pierre Mariel (texte) et René Giffey (dessin)                   | France     | TSI  | 33-54                |
| Les Exploits d'Yves Lavenais             | Edmond Romazières(texte) et inconnu (dessin)                    | France     | TSI  | 33-62                |
| L'Écumeur du grand large                 | Pierre Adam (texte) et Duteurtre (dessin)                       | France     | TSI  | 33-67                |
| Nestor Tourniquet (Moon Mullins)         | Frank Willard                                                   | États-Unis | BD   | 33-73                |
| Les Aventures acrobatiques de Charlot    | Raoul Thomen                                                    | France     | BDT  | 33-82                |
| Le Secret du corsaire                    | Reynaud d'Angelanne (texte) et Maurice Toussaint (illustration) | France     | RI   | 40-59                |
| Urnaghur                                 | Inconnu                                                         | France     | BD   | 43-82                |
| La Famille Alacoque                      | A. G. Badert                                                    | France     | BD   | 54-82                |
| Le Roi des boxeurs                       | José Moselli (texte) et Duteurtre (illustration)                | France     | RI   | 55-135               |
| Tarzan : Dic et Doc les deux cousins     | Rex Maxon                                                       | États-Unis | TSI  | 55-79                |
| L'Évadé 7481                             | Inconnu                                                         | Italie     | BD   | 63-78                |
| Jean Lion le Spahi                       | René Giffey                                                     | France     | BD   | 68-107               |
| Laglobule, sportif 100 %                 | E. Gire                                                         | France     | BD   | 74-80                |
| La Vengeance du corsaire                 | Edmond Romazières (texte) et Calvo (dessin)                     | France     | TSI  | 75-106               |
| L'Aéroport Z                             | Corrado Caesar                                                  | Italie     | BD   | 79-114               |
| Tarzan et les hommes-léopards            | Rex Maxon                                                       | États-Unis | TSI  | 80-116               |
| La Vie héroïque de Mermoz                | Robert Rigot                                                    | France     | TSI  | 83-98                |
| L'Ennemi du monde                        | Luc Bornert (scénario) et Duteurtre (dessin)                    | France     | BD   | 83-115               |
| Dans l'empire des incas                  | Inconnu                                                         | Italie     | BD   | 83-125               |
| L'Infernale poursuite                    | Inconnu                                                         | Inconnu    | BD   | 83-130               |
| Le Signe sanglant                        | Inconnu                                                         | Italie     | BD   | 83-132               |
| Le Bison noir du Far-West                | Jo Valle (texte) et René Giffey (dessin)                        | France     | TDI  | 83-169               |
| Terry et les Pirates                     | Milton Caniff                                                   | États-Unis | BD   | 93-139               |
| La Vie de Guillaumet, héritier de Mermoz | Robert Rigot                                                    | France     | TSI  | 99-102               |
| Sigebert, fils de Clovis                 | Inconnu                                                         | Inconnu    | BD   | 103-125              |
| Le Centaure Vézelay                      | Edmond Romazières (texte) et Calvo (dessin)                     | France     | TSI  | 107-169 (inachevé)   |
| La Plume verte                           | Inconnu                                                         | France     | TDI  | 109-127              |
| Le Philtre d'or                          | Cutcliffe Hune                                                  | Inconnu    | RI   | 111-122              |
| L'Aigle du ciel                          | Corrado Caesar                                                  | Italie     | BD   | 115-144              |
| Buck Rogers en l'an 3000                 | Dick Calkins                                                    | États-Unis | BD   | 116-135 (inachevé)   |
| La Vie de Guynemer                       | René Giffey                                                     | France     | TDI  | 117-125              |
| Broncho Bill                             | Harry O'Neil                                                    | États-Unis | BD   | 126-141 (inachevé)   |
| L'Homme au trèfle rouge                  | François d'Orgeval (texte) et Noël Cerutti (illustration)       | France     | RI   | 126-135              |
| Les Aventures des Pieds Nickelés         | A. G. Badert                                                    | France     | BDT  | 126-169 (inachevé)   |
| Les Cinq Sous de Lavarède                | Pellos                                                          | France     | BDT  | 126-155 (inachevé)   |
| Loco Luke                                | J. A. Warren                                                    | États-Unis | BD   | 127-135 (inachevé)   |
| Les Gangsters de l'Irraouaddy            | José Moselli (texte)                                            | France     | RI   | 140-169              |
| L'Homme au trèfle rouge                  | Clérice Frères                                                  | France     | BD   | 142-169              |
| Le Secret de la victoire                 | Maurice Toussaint                                               | France     | BD   | 145-169 (inachevé)   |
| Le Fils de Cyrano                        | René Giffey                                                     | France     | TSI  | 156-169 (inachevé)   |
| Teddy Mops, ennemi public n°1            | Mat                                                             | France     | BDT  | 158-169 (inachevé)   |
| Le Désert blanc                          | Corrado Caesar                                                  | Italie     | TDI  | 158-169 (inachevé)   |